# Refrakcijska greška
Refrakcijska greška ili greška loma, jest greška u fokusiranju svjetlosti i čest je razlog smanjene vidne oštrine oka.

## Epidemiologija
Prevalencija refrakcijske greške u svijetu procijenjena je na 800 milijuna do 2,3 milijarde.

## Vrste
Oko koje prilikom gledanja dalekog objekta nema refrakcijsku grešku je emetropno (tj. prisutna je emetropija). Oko koje prilikom gledanja dalekog objekta ima refrakcijsku grešku je ametropno (prisutna je ametropija). 
Refrakcijske greške često su kategorizirane kao sferične (kuglaste) i cilindrične (valjkaste).
Sferične greške dešavaju se kada je optička moć oka ili prevelika ili premala pa se svjetlo ne fokusira na mrežnicu. Osobe s takvim refrakcijskim greškama često imaju zamućen vid.
Pri prisutnosti prejakog loma zraka svjetlosti s obzirom na duljinu očne jabučice (uzrok može biti prejako zakrivljena rožnica ili preduga očna jabučica) govorimo o miopiji (kratkovidnosti).
Kad je lom zraka svjetlosti preslab s obzirom na duljinu očne jabučice (može nastati zbog nedovoljno zakrivljene rožnice ili prekratke očne jabučice) radi se o hiperopiji (dalekovidnosti).
Cilindrične greške dešavaju se kad je optička snaga oka prejaka ili preslaba duž jednog meridijana oka. To je kao da leća naginje cilindričnom obliku uzduž tog meridijana. Kut pod kojim se nalazi meridijan poznat je kao osovina (axis). Osobe s ovom refrakcijskom greškom gledajući u određenom smjeru obrise mogu vidjeti zamagljeno, ali promjenom kuta gledanja iste obrise mogu vidjeti jasno. Osoba s cilindričnom greškom ima astigmatizam.

## Uzroci
Pretpostavka je da se greške loma javljaju zbog kombinacije genetskih i okolišnih činilaca. Traume ili očni poremećaji (keratokonus) također mogu uzrokovati refrakcijske greške.

## Dijagnoza
Zamućen vid može biti rezultat brojnih stanja, ne nužno vezanih uz poremećaje loma svjetlosti. Dijagnozu refrakcijske greške obično potvrđuje oftalmolog tijekom ispitivanja pomoću probnih leća, ili pak pomoću foroptera, instrumenta koji sadrži veliki broj optičkih leća različitih jakosti. U kombinaciji s retinoskopom (postupak se naziva retinoskopija), liječnik upućuje pacijenta da gleda u tablicu za ispitivanje vidne oštrine (optotip) dok on mijenja leće da objektivno procijeni iznos refrakcijske greške pacijenta. Nakon što liječnik procijeni iznos greške, pacijentu postupno stavlja leće veće ili manje jakosti (postupak poznat kao refraktometrija). Za preciznije određivanje refrakcijske greške, osobito u djece, često se koriste cikloplegici. Automatski refraktometar je elektronički instrument koji se ponekad koristi umjesto retinoskopa za objektivnu procjenu refrakcijske greške.
Defekti vida uzrokovani refrakcijskim greškama mogu se razlikovati od ostalih defekata pomoću stenopeičkog otvora koji će poboljšati vid samo u slučaju refrakcijskih grešaka.

## Liječenje
Način na koji će se liječiti refrakcijske greške ovisi o stupnju i težini stanja. Mala refrakcijska greška kod asimptomatskog pacijenta ne mora se nužno ispravljati. Kod onih koji imaju simptome najčešće se koriste naočale, kontaktne leće, refrakcijska kirurgija ili pak kombinacija nekoliko metoda.
U slučaju miopije, međutim, neki vjeruju da takvo liječenje dugoročno može dovesti do pogoršanja refrakcijske greške – odnosno da se pacijenta učini još kratkovidnijim. To se događa zbog propisivanja i korištenja iste dioptrije za gledanje na daljinu kao i za gledanje na blizinu. Time se umjetno dodatno povećava napor fokusiranja koji je normalno prisutan za vrijeme akomodacije oka na toj udaljenosti. Međutim, nije općeprihvaćeno da ovaj učinak pogoršanja refrakcijske greške vrijedi za cjelokupnu populaciju. Ali ako se radi o kratkovidosti uzrokovanoj akomodativnim spazmom, uklanjanje korektivne leće može dovesti do poboljšanja.
|  | Molimo pročitajte upozorenje o korištenju medicinskih informacija. Ne provodite liječenje bez savjetovanja s liječnikom! |